# مقاطعة تيتون (مونتانا)
مقاطعة تيتون (بالإنجليزية: Teton County)‏ هي إحدى مقاطعات ولاية مونتانا في الولايات المتحدة الأمريكية.